# Legio XI (Cesare)
La legio XI di Cesare era un'unità militare romana di epoca tardo repubblicana, la cui origine è da collegarsi alla conquista della Gallia di Gaio Giulio Cesare. Formata da quest'ultimo nel 58 a.C. per combattere le popolazioni celtiche degli Elvezi, fu sciolta nel 46 a.C. e formata nuovamente da Ottaviano nel 41 a.C. Dopo la battaglia di Azio del 31 a.C. confluì nella XI Claudia.

## Storia
La sua formazione è da collegarsi con la conquista della Gallia, ad inizio del 58 a.C., quando fu arruolata nei pressi di Mediolanum ed iniziò a combattere a fianco del suo Generale, Gaio Giulio Cesare, contro gli Elvezi. La legione partecipò, pertanto, all'intera campagna gallica (dal 58 al 50 a.C.). Intraprese una lunga serie di battaglie e campagne militari, come: a Genava nella fase finale della battaglia, sull'Arar ed a Bibracte contro gli Elvezi (nel 58 a.C.); in Alsazia contro le genti germaniche di Ariovisto (nel 58 a.C.); sul fiume Axona e sul Sabis contro le popolazioni dei Belgi (nel 57 a.C.); in Britannia del 54 a.C.; forse ad Avaricum, ma soprattutto nella difficile e determinante battaglia di Alesia che portò alla sottomissione definitiva delle genti galliche nel 52 a.C. Nell'inverno del 52-51 a.C. fu posizionata a controllo delle genti celtiche degli Ambivareti, sotto il comando del legato, Gaio Antistio Regino..
Con l'inizio della guerra civile, la Legione si trovava nei pressi di Narbona, capitale della Gallia Narbonense e fu inviata da Cesare in Hispania sotto il comando del suo legato, Gaio Fabio, prendendo parte alla vittoriosa campagna di Lerida del 49 a.C. Secondo H.Parker, fu inviata subito in Italia e non partecipò invece alla campagna in Hispania. L'anno successivo fu trasferita in Macedonia dove combatté prima a Dyrrhachium e poi nella decisiva battaglia di Farsalo, nella quale Cesare sconfisse Pompeo. Subito dopo la legione fu sciolta ed i suoi veterani furono inviati attorno ad Ateste (in Gallia Cisalpina) e Bovianum. La legione venne, infine, riformata da Ottaviano nel 41 a.C. con alcuni suoi veterani, prendendo subito parte alla guerra di Perugia, dove combatté vittoriosamente contro il fratello di Marco Antonio, Lucio Antonio, e rimase con il nipote di Cesare fino alla battaglia di Azio, al termine della quale ricevette il titolo onorifico di Actiaca. Con la nuova riorganizzazione voluta da Augusto, confluì nella Legio XI Claudia.